# بحيرة ديكسي
بحيرة ديكسي (بالصينية: 叠溪海子، بالبينيين: Diéxī Hǎizi) هو بحيرة تقع في بلدة ديكسي في إقليم ماو في سيتشوان جنوب غرب الصين.
بحيرة ديكسي هي بحيرة مكونة من سد ساحق تشكلت في زلزال ديكسي عام 1933، تغطي البحيرة مساحة 3.5 كيلومتر مربع. غرقت البلدة القديمة ديكسي في هذه البحيرة وأصبح اليوم جزء من البحيرة.